# Cláudio Ávila da Silva
Cláudio Ávila da Silva (Florianópolis, 2 de julho de 1953) é um político brasileiro.
Filho de Renato Ramos da Silva.
Foi deputado à Assembleia Legislativa de Santa Catarina na 10ª legislatura (1983 — 1987), licenciando-se do cargo para assumir a prefeitura de Florianópolis, de 11 de abril de 1983 a 7 de novembro de 1984.
Posteriormente, foi deputado federal constituinte, de 1987 a 1990.